# ノーサンプトン・タウンFC
ノーサンプトン・タウン・フットボール・クラブ（Northampton Town Football Club）はイングランド、ノーサンプトンシャー州、ノーサンプトンを本拠地とするサッカークラブチームである。2023-2024シーズンはEFLリーグ1（3部相当）に所属。

## 歴史

ノーサンプトン・タウンのリーグ戦成績

1897年に設立。1960-61シーズンにフォースディビジョン(現在のEFLリーグ2)で3位となりサードディビジョン(現在のEFLリーグ1)に昇格を果たす。その2年後の1962-63シーズンにはサードディビジョンで優勝、セカンドディビジョン(現在のEFLチャンピオンシップ)に初昇格した。またその2年後の1964-65シーズンにセカンドディビジョンで2位となり、クラブ史上初のファーストディビジョン(現在のプレミアリーグ)昇格を果たした。しかし翌1965-66シーズンは低迷し、21位で終了、僅か1シーズンでファーストディビジョンから降格した。以降、半世紀以上経過した今日に至るまでトップディビジョンへの復帰は果たせていない。また、翌1966-67シーズンにはセカンドディビジョンから降格し、2年連続で降格を経験。これ以降2部リーグの舞台からも遠ざかっている。その2年後となる1968-69シーズンにはサードディビジョンからも降格、1960-61シーズンからの5年間で3度の昇格を経験した後に1965-66シーズンからの4年間で3度の降格を経験した。その後はサードディビジョンとフォースディビジョンに所属し、両ディビジョンを昇降格するシーズンが続いている。
1990年代初め頃からクラブは深刻な財政問題を抱え、給与は選手協会から支払われているのではないかと揶揄されるほどであった。年間収入の2年分の負債を抱えるずさんなクラブ経営を憂いたファンは、クラブが関与しない独自の信託機関を設立し資金集めを始めた。それから3カ月後に会長はクラブから離れ、1992年4月にはイギリスのサッカー史上初めてファンがクラブの取締役に選出された。地元市政もこの問題に取り組み、新本拠地であるシックスフィールズ・スタジアムの建設費用を一部負担することで一帯開発が進み、リーグで最も劣悪と言われていたカウンティ・グラウンドから一気に環境が改善された。
1997-98シーズンはセカンドディビジョン(現在のEFLリーグ1)で4位となり昇格プレーオフに駒を進めたが、決勝でグリムズビー・タウンFCに敗れ、31年ぶりの2部リーグ昇格は叶わなかった。

## クラブ記録
一試合最多観客動員数（カウンティ・グラウンド）
- 24,523人 vs フラム 1965-1966 ディヴィジョン1

一試合最多観客動員数（シックスフィールズ・スタジアム）
- 7,557人 vs マンチェスター・シティ 1998-1999 ディヴィジョン2

## タイトル

### 国内タイトル
- EFLリーグ2:1回

2015-2016
- サウザン・フットボールリーグ:1回

1908-1909
- フットボールリーグ・サードディヴィジョン:1回

1962-1963
- フットボールリーグ・フォースディビジョン:1回

1986-1987

### 国際タイトル
- なし

## 過去の成績
| シーズン | ディビジョン        | ディビジョン | ディビジョン | ディビジョン | ディビジョン | ディビジョン | ディビジョン | ディビジョン | ディビジョン | FAカップ  | EFLカップ | 欧州カップ / その他                               | 欧州カップ / その他       | 最多得点者                     | 最多得点者 |
| シーズン | リーグ              | 試           | 勝           | 分           | 敗           | 得           | 失           | 点           | 順位         | FAカップ  | EFLカップ | 欧州カップ / その他                               | 欧州カップ / その他       | 選手                           | 得点数     |
| -------- | ------------------- | ------------ | ------------ | ------------ | ------------ | ------------ | ------------ | ------------ | ------------ | --------- | --------- | ------------------------------------------------- | ------------------------- | ------------------------------ | ---------- |
| 2004-05  | フットボールリーグ2 | 46           | 20           | 12           | 14           | 62           | 51           | 72           | 7位          | 3回戦敗退 | 2回戦敗退 | フットボールリーグトロフィーリーグ2プレーオフ2005 | 準々決勝敗退(S)準決勝敗退 | Scott McGleish                 | 13         |
| 2005-06  | フットボールリーグ2 | 46           | 22           | 17           | 7            | 63           | 37           | 83           | 2位          | 3回戦敗退 | 2回戦敗退 | フットボールリーグトロフィー                      | 2回戦敗退                 | Scott McGleish                 | 17         |
| 2006-07  | フットボールリーグ1 | 46           | 15           | 14           | 17           | 48           | 51           | 59           | 14位         | 2回戦敗退 | 1回戦敗退 | フットボールリーグトロフィー                      | 1回戦敗退                 | Scott McGleish                 | 12         |
| 2007-08  | フットボールリーグ1 | 46           | 17           | 15           | 14           | 60           | 55           | 66           | 9位          | 2回戦敗退 | 2回戦敗退 | フットボールリーグトロフィー                      | 1回戦敗退                 | Poul Hubertz                   | 13         |
| 2008-09  | フットボールリーグ1 | 46           | 12           | 13           | 21           | 61           | 65           | 49           | 21位         | 1回戦敗退 | 3回戦敗退 | フットボールリーグトロフィー                      | 1回戦敗退                 | Adebayo Akinfenwa              | 13         |
| 2009-10  | フットボールリーグ2 | 46           | 18           | 13           | 15           | 62           | 53           | 67           | 11位         | 2回戦敗退 | 1回戦敗退 | フットボールリーグトロフィー                      | 準々決勝敗退(S)           | Adebayo Akinfenwa              | 16         |
| 2010-11  | フットボールリーグ2 | 46           | 11           | 19           | 16           | 63           | 71           | 52           | 16位         | 2回戦敗退 | 4回戦敗退 | フットボールリーグトロフィー                      | 1回戦敗退                 | Leon McKenzie                  | 10         |
| 2011-12  | フットボールリーグ2 | 46           | 12           | 12           | 22           | 56           | 79           | 48           | 20位         | 1回戦敗退 | 2回戦敗退 | フットボールリーグトロフィー                      | 1回戦敗退                 | Adebayo Akinfenwa              | 18         |
| 2012-13  | フットボールリーグ2 | 46           | 21           | 10           | 15           | 64           | 55           | 73           | 6位          | 1回戦敗退 | 2回戦敗退 | フットボールリーグトロフィーリーグ2プレーオフ2013 | 3回戦敗退準優勝           | Adebayo Akinfenwa              | 17         |
| 2013-14  | フットボールリーグ2 | 46           | 13           | 14           | 19           | 42           | 57           | 53           | 21位         | 2回戦敗退 | 1回戦敗退 | フットボールリーグトロフィー                      | 1回戦敗退                 | Darren Carter                  | 5          |
| 2014-15  | フットボールリーグ2 | 46           | 18           | 7            | 21           | 67           | 62           | 61           | 12位         | 1回戦敗退 | 2回戦敗退 | フットボールリーグトロフィー                      | 準々決勝敗退(S)           | Marc Richards                  | 18         |
| 2015-16  | フットボールリーグ2 | 46           | 29           | 12           | 5            | 82           | 46           | 99           | 1位          | 3回戦敗退 | 2回戦敗退 | フットボールリーグトロフィー                      | 2回戦敗退                 | Marc Richards                  | 15         |
| 2016-17  | EFLリーグ1          | 46           | 14           | 11           | 21           | 60           | 73           | 53           | 16位         | 2回戦敗退 | 3回戦敗退 | EFLトロフィー                                     | GS敗退                    | Marc Richards John-Joe O'Toole | 10         |
| 2017-18  | EFLリーグ1          | 46           | 12           | 11           | 23           | 44           | 77           | 47           | 22位         | 1回戦敗退 | 1回戦敗退 | EFLトロフィー                                     | 2回戦敗退                 | Chris Long                     | 9          |
| 2018-19  | EFLリーグ2          | 46           | 14           | 19           | 13           | 64           | 63           | 61           | 15位         | 1回戦敗退 | 1回戦敗退 | EFLトロフィー                                     | 3回戦敗退                 | アンディー・ウィリアムズ       | 12         |
| 2019-20  | EFLリーグ2          | 37           | 17           | 7            | 13           | 54           | 40           | 58           | 7位          | 4回戦敗退 | 1回戦敗退 | EFLトロフィーリーグ2プレーオフ2020                | 2回戦敗退優勝             | サム・ホスキンス               | 12         |
| 2020-21  | EFLリーグ1          | 46           | 11           | 12           | 23           | 41           | 67           | 45           | 22位         | 1回戦敗退 | 2回戦敗退 | EFLトロフィー                                     | 3回戦敗退                 | ライアル・ワトソン             | 9          |
| 2021-22  | EFLリーグ2          | 46           | 23           | 11           | 12           | 60           | 38           | 80           | 4位          | 1回戦敗退 | 2回戦敗退 | EFLトロフィーリーグ2プレーオフ2022                | GS敗退準決勝敗退          | サム・ホスキンス               | 13         |
| 2022-23  | EFLリーグ2          | 46           |              |              |              |              |              |              | 位           |           |           | EFLトロフィー                                     |                           |                                |            |

## エピソード
イギリス初の黒人選手であるウォルター・タルがクラブに所属していたことから、本拠地近くの公園に銅像を建て功績を讃えている。

## 歴代監督
- テリー・フェンウィック 2003
- マーティン・ウィルキンソン 2003
- コリン・カルダーウッド 2003-2006
- ジョン・ゴーマン 2006
- スチュアート・グレイ 2007-2009
- イアン・サンプソン 2009-2011
- ガリー・ジョンソン 2011
- アイディ・ブースロイド 2011-2013
- クリス・ワイルダー 2014-2016
- ロブ・ページ 2016-2017
- ジャスティン・エディンバラ 2017
- ジミー・フロイド・ハッセルバインク 2017-2018
- ディーン・オースティン 2018
- キース・カール 2018-

## 歴代所属選手
- ハーバート・チャップマン 1901-1902、1904-1905、1907-1909
- ウォルター・タル 1911-1914
- エディ・マクゴールドリック 1986-1988
- リー・バーナード 2005
- カイル・ウォーカー 2008
- ロン＝ロベルト・ツィーラー 2008-2009
- アデバヨ・アキンフェンワ 2008-2010, 2011-2013
- アレクサンダル・プリヨヴィッチ 2009
- オスカー・ヤンソン 2010
- サイド・ベラヒーノ 2011-2012
- ジョーダン・アーチャー 2014-2015
- シュワン・ジャラル 2015
- ドミニク・キャルバート＝ルーウィン 2015-2016